# Grand Coquin

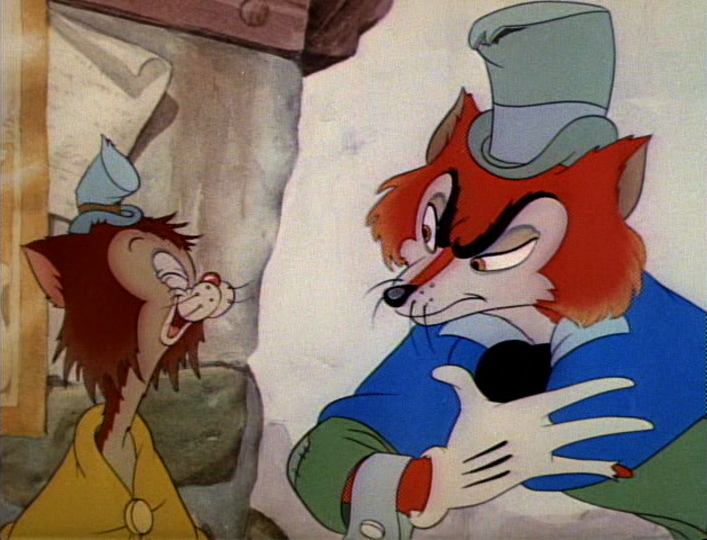
Grand Coquin

Grand Coquin est un personnage de fiction apparu pour la première fois avec Gédéon dans le long métrage d'animation Pinocchio (1940).

## Description
Lors de ce qui devait être son premier jour d'école, Pinocchio passe devant Grand Coquin et Gédéon. N'ayant encore jamais vu une marionnette capable de se mouvoir sans fils, Grand Coquin remarque que ceci pourrait leur permettre de gagner de l'argent. Il décide alors d'inciter Pinocchio à les suivre jusqu'au théâtre de marionnettes de Stromboli. Plus tard, il fera tout son possible pour convaincre Pinocchio d'embarquer pour l'Île Enchantée.
Selon John Grant, Grand Coquin fait partie des rares renards réellement mauvais créés par le studio Disney au côté de Renard Vantard dans Petit Poulet (1943) et Frère Renard dans Mélodie du Sud (1946).
Dans une version abandonnée de la séquence Mickey et le Haricot magique de Coquin de printemps (1947) le duo devait être les marchands ayant dupé Mickey à la ville lui vendant des haricots magiques contre sa vache.

## Apparence
Grand Coquin est un renard vêtu d'habits rapiécés. Il porte également une cape et un haut-de-forme et a
toujours une canne sur lui.

## Interprètes
- Voix originale : Walter Catlett
- Voix allemande : Alfred Balthoff (1951) et Harald Juhnke (1973)
- Voix brésilienne : Aloysio de Oliveira (1940) et Magalhães Graça (1960)
- Voix danoise : Claus Ryskjær
- Voix espagnole : Carlos Casaravilla
- Voix française : Jean Davy (1946) et Michel Roux (1975)
- Voix hongroise : Agárdy Gábor (1962) et Harsányi Gábor (1999)
- Voix italienne : Mario Gallina
- Voix japonaise : Yasuo Yamada (Version de Buena Vista) et Tokio Seki
- Voix polonaise : Zbigniew Koczanowicz (1940 et 1962)
- Voix suédoise : Georg Funkquist (1941) et Bo Maniette (1995)
- Keegan-Michael Key (VF : Michel Lerousseau) : Pinocchio (2022) de Robert Zemeckis

## Chansons interprétées par Grand Coquin
- La Vie d'artiste (Hi-Diddle-Dee-Dee) (d'abord en compagnie de Pinocchio, et ensuite seul) dans Pinocchio